# 仙台市立中野中学校
仙台市立中野中学校（せんだいしりつ なかのちゅうがっこう）は、宮城県仙台市宮城野区中野字高橋前にある公立中学校。

## 概要
1980年（昭和55年）、政令指定都市になる前の仙台市において、30番目に開校した市立中学校。付近は1958年に造成が始まった高砂住宅団地などがあり、仙台市のベッドタウンとなっている。

## 沿革
- 1980年（昭和55年）4月1日 - 仙台市立高砂中学校より分離、開校。

## 卒業生
- 道渕諒平 - サッカー選手（FKラドニチュキ・ニシュ所属）